# Louis Forbes
Louis Forbes, geboren Louis Forbstein (* 12. August 1902 in St. Louis, Missouri; † 17. Juni 1981 in Los Angeles, Kalifornien) war ein US-amerikanischer Dirigent, Liedtexter und Komponist von Filmmusik, der fünf Mal für den Oscar für die beste Filmmusik nominiert war.

## Leben
Forbes, jüngerer Bruder des Dirigenten und Oscarpreisträgers Leo F. Forbstein, studierte Musik bei Edward Kilenyi sowie bei Max Steiner und war danach sieben Jahre lang musikalischer Mitarbeiter von David O. Selznick. Nach einer dreijährigen Tätigkeit als musikalischer Direktor der Samuel Goldwyn Productions wurde er Mitarbeiter von RKO Pictures.
Bei der Oscarverleihung 1940 wurde er erstmals für den Oscar für die beste Filmmusik nominiert und zwar für Intermezzo (1939). Weitere Nominierungen in dieser Kategorie folgten 1945 mit Ray Heindorf für den Musicalfilm Up in Arms (1944), 1946 zum einen mit R. Heindorf für Der Wundermann (Wonder Man, 1945) und zum anderen für Hilfe, ich bin Millionär (Brewster's Millions, 1945) und schließlich bei der Oscarverleihung 1954 für Das ist Cinerama (This Is Cinerama, 1952).
Daneben war er an der musikalischen Begleitung von Filmen wie Vom Winde verweht (1939), Ein ideales Paar (1939), Rebecca (1940), Als du Abschied nahmst (1944) sowie Königin der Berge (1954) beteiligt und arbeitete im Laufe seiner Karriere mit Filmregisseuren wie Gregory Ratoff, Elliott Nugent, H. Bruce Humberstone, Merian C. Cooper, Gunther von Fritsch, Victor Fleming, John Cromwell, Alfred Hitchcock und Allan Dwan zusammen.
1951 wurde er Mitglied der American Society of Composers, Authors and Publishers (ASCAP) und schrieb bekannte Lieder wie „Passion Tango“, „The Bat“, „Hong Kong Affair“, „What Would I Do Without You?“, „What's the Use of Crying?“, „Heart of Gold“, „From the Earth to the Moon“ und „Appointment in Honduras“.

## Filmografie (Auswahl)
Als musikalischer Leiter
- 1939: Intermezzo
- 1945: Hilfe, ich bin Millionär (Brewster’s Millions)
- 1945: Der Wundermann (Wonder Man)
- 1952: Das ist Cinerama (This Is Cinerama)

Als Filmkomponist
- 1947: Die legendären Dorseys (The Fabulous Dorseys)
- 1947: Die Bestie von Shanghai (Intrigue)
- 1949: Herr der Unterwelt (The Crooked Way)
- 1953: Die Nacht vor dem Galgen (Count the Hours)
- 1954: Stadt der Verdammten (Silver Lode)
- 1955: Flucht nach Burma (Escape to Burma)